# Personnages de Final Fantasy XV
Cette page présente les personnages de Final Fantasy XV, de Square Enix, un jeu vidéo de rôle,.

## Groupe de Noctis

### Noctis Lucis Caelum
Pour les articles homonymes, voir Caelum (homonymie).
Noctis Lucis Caelum, prince du royaume de Lucis, fils du roi Regis Lucis Caelum, roi légitime et élu de la lumière, promis à l'Oracle de Tenebrae, Lunafreya Nox Fleuret. Seul personnage jouable de l'aventure principale (initialement), il est âgé d'une vingtaine d'années, de taille moyenne et relativement mince. Son caractère est habituellement doux et amical avec son entourage mais la charge royale ainsi que les enjeux de sa quête qui pèsent sur ses épaules peuvent l'amener à se montrer taciturne voire dépressif. Heureusement, ses compagnons seront là pour le soutenir en toute circonstance, et bien que leur en étant éternellement reconnaissant, le prince aura bien du mal à leur exprimer sa gratitude. Combattant polyvalent, Noctis a accès à toutes les catégories d'armes, y compris les épées à une main et les armes fantômes dont l'usage lui est réservé. En tant que Roi élu du Cristal, il a également la possibilité d'appeler une Divinité à son secours lors des affrontements les plus âpres. En tant que futur roi du Lucis, il peut enfiler l'Anneau des Lucii, qui permet de le relier à la puissance du Cristal.

### Gladiolus Amicitia
Gladiolus Amicitia, connu sous l'appellation du Bouclier du Roi. Doté d'une grande taille, d'une forte carrure et de quelques années de plus que Noctis, il joue souvent le rôle de grand frère du groupe. Lorsque Noctis était plus jeune, il était son instructeur aux arts de combats. D'un caractère jovial et décontracté, il n'en demeure pas moins extrêmement sérieux lorsque la situation l'exige. Il n'hésite jamais à donner son point de vue, surtout s'il faut pour cela remonter les bretelles d'un prince nonchalant qui lui semble dépassé par les événements, au risque parfois d'être aveuglé par son propre avis. Au combat Gladiolus utilise exclusivement les épées à deux mains ainsi que les boucliers ce qui, combiné à sa force, son grand nombre de points de vie et sa résistance, en fait le pilier offensif et défensif du groupe. Il a une sœur cadette, Iris.

### Ignis Scientia
Ignis Scientia, majordome du prince, et chauffeur principal de la Régalia. Grand et svelte, il est chargé de l'intendance du groupe et plus particulièrement la préparation des repas. Fin cuisinier, il connait un grand nombre de recettes et ne cesse d'en ajouter à son répertoire, même celles concoctées à partir des monstres vaincus par le groupe. Très intelligent, mature et fin tacticien, il représente souvent la voix de la sagesse au sein du groupe. Au combat, Ignis utilise exclusivement les dagues et les lances. Son rôle l'amène également à analyser les ennemis afin de découvrir leurs faiblesses afin que tout le groupe puisse les exploiter. Durant l'adolescence (et même après) de Noctis, (cf. Brotherhood: Final Fantasy XV), Ignis a en tête de réussir une pâtisserie que le prince a mangé enfant, mais dont il n'arrive jamais à reproduire exactement le goût. Reconnaissant sa détermination, Noctis adore déguster ses réalisations.

### Prompto Argentum
Prompto Argentum, l'ami d'enfance du prince. Du même âge que Noctis, ils se sont rencontrés à l'école primaire mais ne sont devenus véritablement amis qu'en classe supérieure. Complexé par son surpoids étant enfant, Prompto a réussi à surmonter ses craintes en modifiant sa silhouette de jeune homme, devint mince pour une taille moyenne. Passionné de photographie, de nature sensible, joviale et toujours optimiste, il se pose en responsable du maintien de la bonne humeur au sein du groupe. Il est loin d'être insensible aux charmes de la gent féminine (Cindy en autre), mais ne rencontre que peu de succès en la matière. Prompto apprendra lors de son séjour au centre de recherche impérial sur les Daemons qu'il est un clone de Verstael Besithia, le scientifique en chef de Niflheim, et fut sauvé bébé par un commando du Lucis puis adopté par une famille d'Insomnia aimante mais peu présente. Destiné à devenir un soldat Magitech comme tous les autres clones, un code-barres fut tatoué sur son poignet pour indiqué son "numéro de série" mais Prompto prend bien soin de le cacher avec un bracelet. Au combat, Prompto utilise exclusivement les armes à feu et les machines, ce qui fait de lui le tireur d'élite du groupe.

## Principaux alliés

### Lunafreya Nox Fleuret
Lunafreya Nox Fleuret, l'Oracle de Tenebrae et amie d'enfance de Noctis. Elle possède deux chiens (qui sont en réalité des messagers divins), un noir qui est Umbra et un blanc qui est Pryna. Jeune femme à l'allure noble et élégante, elle détient le pouvoir de communiquer avec les Six, nom donné aux divins d'Eos et de soigner le mal sous toutes ses formes. Elle rencontre Noctis, dans son enfance, lors du séjour de ce dernier à Tenebrae pour soigner une blessure causée par un dæmon (serpent géant, mi-humain). Elle est bien des années plus tard au centre du traité de paix, qui a pour but de réunir le royaume de Lucis et l'empire de Niflheim. En effet, le roi Regis, souverain du royaume de Lucis, accepte ce traité ainsi que les conditions imposée par le Chancelier du Niflheim, Ardyn Izunia : le mariage entre Dame Lunafreya et le Prince Noctis, céder toutes les terres du Lucis sauf Insomnia au Niflheim. Le traité ayant été avorté par l'attaque d'Insomnia, capitale du Lucis, l'Oracle parviendra à fuir la ville et à se rendre auprès des Divins pour les convaincre d'apporter leur aide à Noctis lorsqu'il viendra vers eux. Ceci fait, elle trouvera asile à Altissia où elle attendra l'arrivée de Noctis pour l'aider dans l'épreuve de l'Hydréenne.

### Cor Leonis
Cor Leonis, dit "Cor l'Immortel", maréchal du Lucis, ancien compagnon de voyage du roi Regis. Puissant guerrier et proche ami du roi, il guidera Noctis et son groupe à la suite de l'attaque d'Insomnia par l'empire de Niflheim. Il rassure le jeune prince en l'informant de la survie de Dame Lunafreya malgré la propagande impériale clamant le contraire mais il a la lourde charge de lui confirmer le décès de son père. Ils se retrouvent aux abords d'un tombeau royal, mettant ainsi Noctis en quête des autres tombeaux et des pouvoirs ancestraux qu'ils renferment afin de préparer le prince aux défis qui l'attendent. Sa tâche accomplie il préfère quitter le groupe et agir seul de son côté afin de recueillir autant d'informations que possible sur les obscurs desseins de l'empire. On en apprend un peu plus sur son passé dans l'épisode DLC, consacré à Gladiolus.

### Cid Sophiar
Cid Sophiar, patron du garage d'Hammerhead. Vieil ami du roi Regis, bien qu'ils ne soient pas vus depuis longtemps, ce grand-père petit mais vif d'esprit dirige la station Hammerhead avec rigueur et bienveillance. Au début de l'aventure, il accepte de s'occuper de la réparation de la Régalia, tombée en panne peu auparavant, mais contre la totalité des finances du groupe. Ce n'est en réalité qu'un prétexte pour forcer Noctis et ses compagnons à apprendre à se débrouiller seuls en dehors du confort urbain. Cid est par ailleurs capable d'améliorer certaines armes de Noctis si ce dernier lui rapporte les matériaux nécessaires. Il a recueilli sa petite-fille Cindy, alors qu'elle était orpheline.

### Cindy Aurum
Cindy Aurum, mécanicienne passionnée, est la petite-fille de Cid, qu'il recueille à la mort de ses parents. Véritable magicienne de la clé à molette, elle ne vit que pour les belles voitures telle que la Régalia, au grand désespoir de Prompto. Elle assiste Noctis en l'envoyant à la recherche de pièces mécaniques rares afin d'améliorer et de personnaliser la voiture royale.   

### Gentiana
Gentiana, gouvernante de Lunafreya, elle suit et protège l'Oracle. On découvre plus tard qu'elle est en réalité la divine Shiva, dite la Glacéenne (supposée tuée par les forces de Tenebrae), une messagère divine qui veille en permanence sur Lunafreya. Douce et bienveillante, elle fera tout ce qui est en son pouvoir pour aider Luna, ainsi que Noctis, et ramener la lumière sur le monde d'Eos.

### Iris Amicitia
Iris Amicitia, sœur cadette de Gladiolus, est une jeune fille au caractère joyeux, et tente de positiver en toutes circonstances. Elle interviendra quelques fois au cours de l'intrigue pour aider nos héros. Dans Brotherhood: Final Fantasy XV, Iris désobéit à son frère et se rend au palais du roi Regis afin de rencontrer le prince Noctis, qui a globalement son âge. Gladiolus réussit à obtenir une audience mais alors que Iris attend dans une salle la venue du prince, elle aperçoit un chat dans les jardins et se lance à sa poursuite. Noctis qui passe par là au même moment, accompagné d'une servante, se lance à sa poursuite et la retrouve alors qu'Iris se perd en chemin. Noctis mentira pour protéger Iris, et sera puni par son père. Iris, peinée par l'injustice que subit Noctis, avouera la vérité à Gladiolus, qui à l'époque ne porte pas une grande affection pour le jeune prince. C'est grâce à ce geste de Noctis, que Gladiolus l'estimera à sa juste valeur. Talcott apprend à Noctis, adulte, qu'elle se bat aux côtés de Cor, en tant que chasseuse de dæmons.

## Alliés secondaires
- Regis Lucis Caelum, père de Noctis, Roi du Lucis jusqu'à l'attaque du traité de paix où il perd la vie, déjà affaibli par le poids des années passées à protéger Insomnia et ses habitants (bouclier magique, Anneau des Lucii). Il est conscient de la lourde tâche qui est infligée à son fils, roi élu de la lumière, et déplore sa destinée. Aimant et protecteur, même si Noctis semble parfois froid et maladroit avec ce dernier, il n'en reste pas moins un père attentionné qui veillera à protéger son fils quoi qu'il lui en coûte.
- Talcott Hester, petits-fils de Jared, est un jeune garçon qui aidera occasionnellement Noctis, et le retrouvera même après leurs 10 années de séparation, alors que Noctis vient de sortir de son sommeil. Il a perdu son grand-père dix ans auparavant, et sera recueilli par Iris. Il s'en voudra de la mort de ce dernier pensant en être responsable ayant indiqué aux gardes impériaux de se renseigner auprès de son grand-père. Adulte, il aidera Ignis à récolter des informations sur l'empire et les dæmons.
- Jared Hester, grand-père de Talcott et majordome de la famille Amicitia, aidera Iris à fuir pendant l'attaque d'Insomnia. Il perd la vie lors d'une descente à Lestallum de l'empire, refusant de donner des informations sur la famille royale, laissant alors Talcott sans famille.
- Weshkam Armaugh, ami du roi Regis, voyageait à ses côtés lors de son périple. Il est d'humeur joviale et calme, il s'est expatrié à Altissia où il dirige un bar-restaurant du nom de Maagho.

## Ennemis puis Alliés
- Ravus Nox Fleuret, Grand Commandant de l'empire et frère de Lunafeya, "mi-alliés, mi-ennemi", qui au plus profond de lui s'inquiète plus du sort de sa sœur que du sien et espère réussir à la protéger de l'empire jouant ainsi un double jeu. Il possède un bras mécanique qui est le résultat du port de l'Anneau des Lucii qui ne peut être porté que par le roi légitime sous peine d'en payer le prix de sa vie. On le pensait mort durant Kingsglaive: Final Fantasy XV.
- Aranea Highwind, mercenaire de l'empire, qui leur tournera le dos afin de former sa propre armée, aux côtés de ses deux comparses Biggs et Wedge, et de se reconvertir en sauveteur. De caractère forte, et sarcastique, elle n'en reste pas moins bienveillante envers Noctis et ses amis, surtout quand elle comprend que l'empire n'est plus ce qu'il était.

## Antagonistes
- Ardyn Izunia, le chancelier du Niflheim. Homme d'âge mûr mais doté d'un puissant charisme, ce personnage est le principal antagoniste du jeu. Noctis et son groupe le rencontrent très tôt dans l'aventure et bien que ses actes aient vocation à rendre service aux héros, ces derniers se méfient immédiatement de lui car ses intentions, elles, sont nettement douteuses et lourdes de soupçons. Ardyn jouit d'une grande influence dans les affaires politiques et militaires de l'Empire, c'est d'ailleurs lui qui est à l'origine du développement des soldats Magitechs et de l'utilisation des daemons au sein de l'armée. Il ne clamera ses réelles motivations qu'à la fin du jeu, se posant définitivement comme la véritable némésis de Noctis. Immortel par sa capacité à aspirer le mal des dæmons, il est rejeté par le roi du Lucis ainsi que par le Cristal, qui le juge impur. Son nom est alors effacé, et il tombe dans l'oubli (il a en réalité au moins 2000 ans). Son seul but est donc de se venger du Cristal et de la famille des Caelum.
- Iedolas Aldercapt, l'empereur du Niflheim. Il veut à tout prix s'emparer du pouvoir du roi des Lucis. Extrêmement effacé dans l'intrigue du jeu, il n'apparaît que dans quelques scènes, et particulièrement durant le Chapitre 13, où l'on apprend qu'il a été transformé en dæmon.
- Les soldats Magitech, de l'armée impériale. Soldats bio-organiques, créés à partir de l'essence des dæmons. Vulnérables à la lumière.
- Les dæmons, créatures aux apparences multiples, parfois semi-humaines, mais qui n'en conserve aucune caractéristique. On apprend au long de l'histoire qu'ils s'agit en réalité d'humains qui ont muté à la suite d'une infection générale. Le seul moyen de les délivrer de cette sorte de malédiction est de malheureusement les éliminer.
- Le Divin Ifrit, seul dieu des Six, dont Noctis n'aura pas obtenu les faveurs et qu'il devra combattre à la fin de son périple.

## Divinités
Les Divinités d'Eos sont six êtres considérés comme des dieux. Dans les temps anciens, il est dit qu'Ifrit agissait comme protecteur de l'humanité, mais lorsque les humains se sont rebellés contre les Divinités, celui-ci est devenu enragé et sa colère menaçait Eos. La guerre entre les Divinités a pris fin quand Bahamut a vaincu Ifrit. Plus tard, les hommes de Niflheim ont retrouvé Ifrit, qu'Ardyn a fini par corrompre et contrôler. Dans sa quête pour aider Noctis, Lunafreya passe des pactes avec les cinq autres Divinités afin que le prince puisse obtenir leurs pouvoirs.
- La première invocation des Six, qui viendra en aide à Noctis est Titan, l'Archéen. Représenté comme un géant, qui ne possède qu'un œil rouge, à la peau sombre mais transpercée de "météorites cristallines" blanches et dorées. (Élément : Terre).
- La seconde est Ramuh, le Fulguréen. Représenté comme un vieil homme à la barbe longue, et au regard transperçant. Il tient dans sa main un bâton sculptée à l'effigie d'Ixion, invocation de la foudre présente dans Final Fantasy X. (Élément : Foudre).
- La troisième obtenue est Leviathan, l'Hydréenne,. Déesse des Mers, sous forme de serpent-dragon, elle a un caractère particulièrement violent. (Élément : Eau).
- La quatrième est Shiva, la Glacéenne, qui se trouve être la protectrice de Lunafreya, Gentiana. Elle est douce et affectionne particulièrement les deux amis et viendra souvent en aide à Noctis. Elle voit en eux deux, l'espoir d'un monde nouveau, purifié du mal qui le ronge. (Élément : Glace).
- La dernière apparition est celle de Bahamut, le Draconéen. Il a la lourde tâche d'annoncer à Noctis sa véritable destinée. Il donne une sensation de calme, mais semble aussi attristé du destin qui le lie à Noctis, roi élu de la lumière. (Élément : Neutre).
- Ifrit, l'Infernien, dernier des Six, quant à lui, Dieu du feu, est une invocation qui sera présente aux côtés d'Ardyn. Il est représenté comme un djinn particulièrement hostile aux hommes, n'hésitera pas à trahir les Six pour porter son aide à Ardyn. (Élément : Feu).

Les livres de Cosmogonies laissés au cours du voyage de Noctis, permettent d'en apprendre plus sur ces Astres Divins.